# A Road Agent's Love
A Road Agent's Love è un cortometraggio muto del 1912 diretto da Gilbert M. 'Broncho Billy' Anderson.

## Produzione
Il film fu prodotto dall'Essanay Film Manufacturing Company. Venne girato a Lakeside, California.

## Distribuzione
Distribuito dalla General Film Company, il film - un cortometraggio in una bobina - uscì nelle sale cinematografiche statunitensi il 6 aprile 1912.